# Pianoconcert
Een pianoconcert(o) is een concerto voor solopiano en orkest.
Het pianoconcert bestaat meestal uit drie al dan niet doorgecomponeerde delen en werd vooral in de klassieke periode en de romantiek als genre populair. Er zijn echter ook daarna vele pianoconcerten geschreven, tot op de huidige dag. De klavecimbelconcerten die Bach omstreeks 1740 in Leipzig schreef (bewerkingen van zijn eigen concerten voor viool of hobo) gelden als de eerste uitingen van het genre.

## Historische ontwikkeling
De eerste pianoconcerten (eigenlijk klavecimbelconcerten) werden in de barokmuziek geschreven: J.S. Bach geldt hier als de 'uitvinder'. Het zijn eigenlijk nog concerti grossi met een afwisseling tussen continuo en solist(en), waarbij de solist een wat virtuozere rol had. In de classicistische tijd waren het componisten als Wolfgang Amadeus Mozart en tijdgenoten die het concert als genre uitbouwden. De vorm werd groter, de solistische rol werd belangrijker en vaak nog virtuozer, en de solist was dikwijls tevens dirigent tijdens een uitvoering. Ook verschenen er plekken waar de solist kon improviseren in een cadens. Veel concerten hebben dan ook nog geen geheel uitgecomponeerde cadensen, maar slechts een aanduiding van een plek waar de solist 'zijn gang kon gaan'. In de romantiek groeit het genre verder uit, onder andere door componisten als Ludwig van Beethoven, Johannes Brahms, Frédéric Chopin, Franz Liszt, Pjotr Iljitsj Tsjaikovski, Sergej Rachmaninov en Béla Bartók. De orkesten werden groter, de lengte van de werken nam toe, delen werden steeds meer met elkaar vervlochten, de grotere en luider klinkende piano's verjoegen de vroegere klavecimbels en hammerklavieren, en de solist werd steeds meer de 'klavierleeuw' in de schijnwerpers, die een steeds meer acrobatische en virtuoze rol kreeg toebedeeld. Hierdoor werd ook de noodzaak steeds groter om met een aparte dirigent te werken om de uitvoering 'bijeen te houden'. Componisten gingen ook steeds meer hun eigen cadensen gedetailleerd uitschrijven, en met de verplaatsing van de kasteelzaal naar de concertzaal nam ook het dynamisch bereik van de concerten toe. De concerten kregen ook allengs meer een concertant luisterkarakter in plaats van een bescheiden achtergrondmuziekje. Hadden de  eerste concerten nog welhaast een bescheiden kamermuziekkarakter, de late romantische pianoconcerten konden alleen nog in grote zalen ten gehore worden gebracht.

## Vorm
De meeste pianoconcerten zijn geschreven in drie te onderscheiden delen, waarvan het eerste deel grofweg de sonatevorm volgt (waarbij het orkest doorgaans de inleiding verzorgt en de pianist later inhaakt, en waarbij tegen het einde de pianist een solocadens speelt), het tweede deel is doorgaans langzaam, contemplatief en zangerig van karakter, het slotdeel doorgaans een vrolijk en virtuozer stuk zoals een rondo.

## Linkerhand
Een pianoconcert voor de linkerhand wordt met slechts één hand uitgevoerd. Vooral aan het begin van de twintigste eeuw is een aantal geschreven, vaak opgedragen aan Paul Wittgenstein, die zijn rechterhand in de Eerste Wereldoorlog verloor. Voorbeelden zijn:
- Pianoconcert voor de linkerhand van Maurice Ravel
- Pianoconcert voor de linkerhand van Erich Korngold
- Pianoconcert nr. 4 van Sergej Prokofjev
- Diversions for left hand piano and orchestra op. 21 van Benjamin Britten
- Concertante voor piano (linkerhand) en orkest van Arnold Bax, niet voor Wittgenstein, maar voor Harriet Cohen die haar rechterpols had verwond bij een huishoudelijk karweitje.

## Meer piano's
Ook concerten met meer dan 1 piano en orkest zijn geschreven. Voorbeelden zijn:
- Johann Sebastian Bach -
  - Drie concerten voor twee klavecimbels, BWV 1060-1062 (Leipzig ca. 1727-1730):
    - Dubbelconcert in d, BWV 1060, voor twee klavecimbels, strijkorkest en basso continuo (Leipzig ca. 1730; vermoedelijk bewerking van een verloren gegaan dubbelconcert voor twee violen of voor viool en hobo)
    - Dubbelconcert in c, BWV 1061, voor twee klavecimbels, strijkorkest en basso continuo (Leipzig ca. 1727-1730; mogelijk oorspronkelijk zonder orkest of voor één klavecimbel, strijkorkest en basso continuo)
    - Dubbelconcert in c, BWV 1062, voor twee klavecimbels, strijkorkest en basso continuo (Leipzig 1736; bewerking van het concert voor twee violen in d, BWV 1043)

  - Twee Tripelconcerten voor drie klavecimbels, BWV 1063 en 1064 (Leipzig ca. 1730-1733):
    - Tripelconcert in d, BWV 1063, voor drie klavecimbels, strijkers en basso continuo (Leipzig ca. 1730-1733; vermoedelijk bewerking van een verloren gegaan concert voor drie violen / blokfluiten of andere instrumenten)
    - Tripelconcert in c, BWV 1064, voor drie klavecimbels, strijkers en basso continuo (Leipzig ca. 1730-1733; vermoedelijk bewerking van een verloren gegaan concert voor drie violen)

  - Concert in a, BWV 1065, voor vier klavecimbels, strijkorkest en basso continuo (Leipzig ca. 1730-1733; bewerking van het concert voor vier violen, strijkorkest en basso continuo op. 3, nr. 10 van Antonio Vivaldi)
- Wolfgang Amadeus Mozart -
  - 7e Pianoconcert voor 3 piano's en orkest (Lodronconcert in F majeur, KV 242, bestaat ook in een versie voor 2 piano's en orkest)
  - 10e Pianoconcert voor 2 piano's en orkest (in Es majeur, KV 365)
- Felix Mendelssohn Bartholdy - 
  - Concerto in E groot, voor twee piano's en orkest, op. posth. (1823)
  - Concerto in As groot, voor twee piano's en orkest (1824)
- Lennox Berkeley - Pianoconcert voor twee piano's en orkest
- Béla Bartók - Concert voor twee piano's met orkest (een adaptatie van de Sonate voor twee piano's en slagwerk
- Francis Poulenc - Concert in d mineur, voor 2 piano's en orkest (1932)